# Фулуф'єлет
Фулуф'єлет (швед. Fulufjällets nationalpark) — національний парк у центральній Швеції, розташований у межах комуни Ельвдален, лен Даларна.
Площа приблизно 385 км². Він отримав свою назву на честь гори Фулуф'єлет заввишки 1 044 м.
Парк охоплює частину масиву з однойменною назвою, який є складовим південних Скандинавський гір у Швеції.
Норвезька територія на захід від нього також називається Фулуф'єлет.
Парк є одним з наймолодших у Швеції, відкритий королем Карлом XVI Густавом в 2002 році.
На церемонії були присутні декілька тисяч гостей.
Це один з проектів організації PAN Parks, що була створена для збереження дикої природи Європи і суміщення її з туризмом.
Фулуф'єлет — високе плато, пронизане безліччю гірських річок, що впадають у Далельвен, що створює унікальний ландшафт місцевості.
Парк в основному складається з голих гірських вершин і альпійських луків, характерних для шведських гір, 65 % території займає тундра.
Голі гори, вкриті лишайником, перемежовуються глибокими долинами, де ростуть стародавні хвойні ліси.
Одним із символів парку є птах кукша.
Місце також є ареалом для деяких видів птахів, бурих ведмедів і рисей.
Головною визначною пам'яткою Фулуф'єлет є водоспад Ньюпешер, заввишки 93 м.
У парку росте «Старий Тікко» — найстаріше у світі дерево, вік якого оцінюють в 9 550 років.